# 春福骨螺
春福骨螺（学名：Scabrotrophon chunfui），是新腹足目骨螺科Scabrotrophon的一种。主要分布于台湾，常栖息在深海。